# Ерёмина, Татьяна Алексеевна
Татьяна Алексеевна Ерёмина (17 декабря 1912, Москва — 2 августа 1995, Москва) — детский художник, плакатист. Член СХ СССР. Заслуженный художник РСФСР (1966)

## Биография

Художественный институт изобразительных искусств 1934 год. Второй курс под руководством Крымова Н. П.

Родилась в Москве. Отец, Еремин Алексей Петрович (1881 г. рожд.), инженер-строитель, профессор и заведующий кафедрой в МИСИ. Мама — Еремина Лидия Александровна (1890 г. рожд.), врач микробиолог, специалист по «бешенству», главврач Пастеровской станции в Москве.
В 14 лет поступила в художественный техникум (ныне училище им. 1905 года). Позже поступила в Художественный институт изобразительных искусств, который закончила с красным дипломом.
Окончив вуз, Еремина работала художником — плакатистом. Из известных плакатов — «На трактор девушки садятся смело, дают бойцам уверенный наказ: — фашистов бейте храбро и умело, а мы уж поработаем за вас!» (1941), «Убрать урожай до единого зерна!» (1941), «Партизаны, мстите без пощады!» (1942), «Все силы народа на разгром врага!» (1942).
С 1934 года работала в журналах «Смена», «30 дней». С 1949 года — в журнале для детей «Мурзилка».
Начиная с 1949 года Еремина стала работать с издательством детской книги «Детгиз», «Детская литература», «Детский мир». Некоторые из оформленных книг:
- И. Нехода «Мой папа» 1950
- А. Барто «Младший брат» 1954, 59, 69 годы.
- Н. Гернет «Ненастоящая девочка» 1958
- Е. Жуковская «Про голубой таз, терку и иголку» 1958
- А. Барто «Первоклассники» 1955, 60
- Е. Благинина «Алёнушка» 1953
- С. Маршак «Сад идет» 1953
- В. Бианки «Аришка-трусишка»
- О. Гурьян «Сказки Мэй Лин» 1958
- М. Крсманович «Радужные домики» 1959
- А. Кардашова «Откуда ты?» 1964
- Н. Телешов «Крупеничка»
- «Травушка-муравушка»
- Тютчев, Фет «Весенняя гроза»
- Н.Носов «Затейники»
- К. Паустовский «Стальное колечко» 1984
- К. Паустовский «Растрепанный воробей»
- А. Барто «Веревочка» 1984
- А. Барто «Все на всех»
- С. Георгиевская «Юг -север»
- С. Маршак «Двенадцать месяцев»-пьеса 1987

Сказки:
- «Снегурочка»
- «Двенадцать месяцев»
- «Дюймовочка»
- «Царевна — лягушка»
- С. Могилевская «Сказки маленькой Машеньки»

Большое количество книг было оформлено для произведений Агнии Барто.